# George Lokert
George Lokert (ca. 1485 in Ayr; † 22. Juni 1547 in Glasgow) war ein schottischer Philosoph und Theologe in der Zeit vor der Reformation. Seinen eigenen Namen buchstabierte Lokert ebenso. In Quellen aus dem 16. Jahrhundert wird sein Name auch „Locard“, „Lockart“, „Lokan“ and „Loquart“ buchstabiert. In moderner Zeit wird der Name auch durch John Durkan und D. E. R. Watt in der neuzeitlichen Form Lockhart verwendet.

## Leben
Lokert wurde als Sohn von John Lokkart und dessen Frau Marion Multray in Ayr im Südwesten von Schottland geboren. Das Jahr ist nicht bekannt. Er studierte die Künste an der Universität Paris am Collège von Montaigu unter David Cranston, einem Schüler von John Major. Wie Cranston wird er dem Kreis um Major zugerechnet. 1505 schloss er als M.A. ab und hielt noch im gleichen Jahr seine ersten Vorlesungen. Er nahm das Studium der Theologie auf und schloss 1514 ab. Im gleichen Jahr veröffentlichte er sein erstes Buch (Scriptum in materia noticiarum). Zwei Jahre später veröffentlichte er Quaestiones & decisiones physicales insignium, eine Zusammenfassung der Philosophie von Albert von Rickmersdorf, Themon Judaeus und Johannes Buridan. Es folgten mehrere formale Abhandlungen zur Logik. Seine Leistungen wurden 1519 anerkannt, als er zum Prior des Collège de Sorbonne gewählt wurde, gefolgt von seiner Promotion zum Doktor der Theologie im darauffolgenden Jahr.
Nach über 20 Jahren in Paris kehrte Lokert 1521 nach Schottland zurück, um Provost der Kirche von Crichton, südlich von Edinburgh, und Rektor der University of St Andrews zu werden. In dieser Funktion reformierte er das Prüfungssystem der Universität und brachte es auf kontinentale Standards. In dieser Zeit arbeitete er direkt mit John Major zusammen, der damals in St Andrews lehrte. Anders als dieser scheint er aber selbst keine Vorlesungen gehalten zu haben. Dafür verfasste er ein umfangreiches schriftliches Werk, das in 45 Bänden veröffentlicht wurde.
Anfang 1525 kehrte Lokert nach Paris zurück und nahm seine Fellowschaft an der Sorbonne wieder auf. Er schloss sich dem 1335 gegründeten schottischen Collège in Paris an, behielt aber seine kirchlichen Positionen in Schottland. Er ließ sich von Noël Béda, einer führenden Persönlichkeit in der theologischen Fakultät, dazu verleiten, einige Schriften von Erasmus von Rotterdam als häretisch zu kritisieren. In dieser Zeit des Umbruchs konnten Theologen und Philosophen sowohl mit der Kirche als auch mit den Herrschern in Konflikte geraten. Erasmus’ Ideen wurden vom König von Frankreich Franz I. befürwortet, der ihn gern als Leiter des neugegründeten Collège Royal in Paris anwerben wollte. Dies mag erklären, warum Lokert während seines zweiten Aufenthalts in Paris kaum noch etwas veröffentlichte und 1533 nach Schottland zurückkehrte. Für kurze Zeit arbeitete er 1533 bis 1534 als Archidiakon von Teviotdale und wurde im März 1534 zum Dekan der University of Glasgow berufen, wo er bis zu seinem Tod verblieb.
Lokert machte wesentliche Beiträge zur Logik und anerkennenswerte Leistungen zur Bildung und zur Kirche seiner Zeit.

## Schriften
- Scriptum in materia noticiarum, Paris, 1514
- Termini Magistri
- Sillogismi
- Tractatus Noticiarum
- Quaestiones & decisions physicales insignium